# Simon Beaufoy
Simon Beaufoy (nacido en 1966) es un escritor y guionista británico. Recibió formación en el Bournemouth College of Art and Design como director de documentación, para pasar más tarde a especializarse en guiones. En 2009 fue ganador de un premio Óscar por la película Slumdog Millionaire.
Beaufoy también ha completado las adaptaciones de The Raw Shark Texts de Steven Hall y la versión cinematográfica de 2011 de Salmon Fishing in the Yemen de Paul Torday, así como nuevas adaptaciones de The Full Monty como obra de teatro y serie de televisión limitada.
En marzo de 2014, Spanner Films anunció que Beaufoy sería uno de los guionistas de Undercovers, una serie dramática de televisión sobre los policías encubiertos que espiaban a activistas y las mujeres que, sin saberlo, mantenían relaciones duraderas e incluso tenían hijos con los espías.

## Filmografía
- Yellow (1995)
- The Full Monty (1997)
- Among Giants (1998)
- The Darkest Light (1999)
- This is Not a Love Song (2001)
- Blow Dry (2001)
- Yasmin (2004)
- Un gran día para ellas (2008), junto a David Magee.
- Burn Up (2008) (miniseries)
- Slumdog Millionaire (2008)
- Los juegos del hambre: en llamas (2013)
- The Nutcracker and the Four Realms (2018)

## Premios y distinciones
Premios Óscar
| Año  | Categoría            | Película            | Resultado |
| ---- | -------------------- | ------------------- | --------- |
| 1998 | Mejor guion original | The Full Monty      | Nominado  |
| 2009 | Mejor guion adaptado | Slumdog Millionaire | Ganador   |
| 2011 | Mejor guion adaptado | 127 horas           | Nominado  |